# Alopecosa nenjukovi
Alopecosa nenjukovi este o specie de păianjeni din genul Alopecosa, familia Lycosidae. A fost descrisă pentru prima dată de Sergei Aleksandrovich Spassky în anul 1952. Conform Catalogue of Life specia Alopecosa nenjukovi nu are subspecii cunoscute.